# Josué 9
Josué 9 es el sexto capítulo del Libro de Josué en la Biblia hebrea o en el Antiguo Testamento de la Biblia cristiana. Según la tradición judía, el libro se atribuyó a Josué, con añadidos de los sumos sacerdotes Eleazar y Fineas, pero los eruditos modernos la consideran parte de la Tradición deuteronómica, que abarca desde el libros del Deuteronomio hasta 2 Reyes, atribuida a escritores nacionalistas y devotos de Yahvé durante la época del rey reformador de Judea Josías en el siglo VII a. C.. Este capítulo se centra en el engaño del pueblo de Gabaón para evitar la aniquilación mediante un tratado con el pueblo de Israel bajo el liderazgo de Josué, parte de una sección que comprende Josué 5:13-12:24 sobre la conquista de Canaán.

## Texto
Este capítulo fue escrito originalmente en hebreo. Está dividido en 27 Versículos.

### Testigos textuales
Algunos de los primeros manuscritos que contienen el texto de este capítulo en hebreo pertenecen a la tradición del Texto Masorético, que incluye el Códice de El Cairo (895), el Códice de Alepo (siglo X) y el Códice Leningradensis (1008). Fragmentos que contienen partes de este capítulo en hebreo fueron encontrados entre los Rollos del Mar Muerto incluyendo 4Q47 (4QJosha; 200-100 AEC) con los versículos 3-14, 18, también 34-35 (antes de 5:1). 
.
Los manuscritos antiguos existentes de una traducción al griego koiné conocida como la Septuaginta (originalmente se hizo en los últimos siglos AEC) incluyen el Codex Vaticanus ('B; {\displaystyle {\mathfrak {G}}}B; siglo IV) y Codex Alexandrinus (A; {\displaystyle {\mathfrak {G}}}A; siglo V). . Fragmentos de la Septuaginta El texto griego que contiene este capítulo se encuentra en manuscritos como Washington Manuscript I (siglo V d.C.), y una versión reducida del texto de la Septuaginta se encuentra en el Rollo de Josué ilustrado.

## Análisis
La narración de la conquista de la tierra de Canaán por los israelitas comprende los Versículos 5:13 a 12:24 del Libro de Josué y tiene el siguiente esquema:
A. Jericó (5:13-6:27)
B. Acán y Ai (7:1-8:29)
C. Renovación en el monte Ebal (8:30-35)
D. El engaño de los gabaonitas (9:1-27)
1. Respuesta de los reyes cananeos a Jericó y Ai (9:1-2)
2. Informe del engaño de los gabaonitas (9:3-13)
3. Israel establece un pacto con Gabaón (9:14-15)
4. Primera respuesta de Israel al descubrir el engaño (9:16-21)
5. Los gabaonitas explican sus acciones a Josué (9:22-27)
E. La Campaña en el Sur (10:1-43)
F. La Campaña en el Norte y Lista Resumida de Reyes (11:1-12:24)

## Israel establece un pacto con Gabaón (9:1-15)
Los éxitos de Israel en Jericó y Ai hicieron que reyes independientes de diferentes naciones de Canaán (Deuteronomio 1:7; 7:1; Josué 3:10; los gergeseos no figuran aquí) formaran una alianza en previsión de la batalla con los israelitas (versículos 1-2), excepto los gabaonitas, parte de los heveos, que decidieron fingir que eran de una tierra lejana (versículo 3) y hacer un tratado de paz con los israelitas (versículo 6). 
Gabaón se encontraba al sur de Betel y Ai, un poco al norte de Jerusalén, mientras que el campamento israelita seguía en Guilgal (versículo 6), cerca de Jericó. Un tratado, o 'pacto' (hebreo: berit, la misma palabra utilizada para el pacto de Dios con Israel, Éxodo 24:7), era un 'medio universal de establecer relaciones entre los pueblos del antiguo Cercano Oriente' (cf. Josué 24). Los gabaonitas reconocen los éxitos de Israel desde Egipto hasta las victorias en Transjordania (versículos 9-10), por lo que buscan un estatus inferior (ser «vasallos») como precio de la supervivencia. Los «líderes» (versículo 14; o «líderes de la congregación» en el versículo 18) de Israel, que representan a Israel de manera oficial, concluyen el tratado, comiéndose las provisiones de los gabaonitas, y entonces Josué hace las paces con ellos. La narración, sin embargo, afirma que el tratado no fue según la voluntad de YHWH, porque los israelitas no consultaron a YHWH al respecto.

## Las respuestas después de descubrir el engaño (9:16-27)
Cuando se reveló que los gabaonitas eran habitantes locales, los israelitas debatieron si debían seguir aplicando el herem («prohibición»; versículo 16-21) sobre este pueblo, o más bien honrar el juramento, y la decisión fue por lo segundo, con los gabaonitas consignados a la servidumbre, como retribución de su engaño. El breve informe del versículo 21 se amplía en el párrafo final (versículos 22-27) con un diálogo entre Josué y los gabaonitas, en el que Josué los declara «malditos» por haber adquirido el tratado mediante engaño y los gabaonitas aceptan el derecho de los israelitas (aquí, de Josué) a decidir su destino. Los gabaonitas fueron asignados a la servidumbre en el 'lugar que YHWH escogiera', es decir, el santuario de culto principal de Israel (Deuteronomio 12:5, 14), que puede referirse a Silo (Jeremías 7: 12), un santuario central para Israel antes de Jerusalén (1 Samuel 1-1 Samuel 3) o a la ciudad de Gabaón, como el gran 'lugar alto' en el que adoraría Salomón antes de construir el templo (1 Reyes 3:4), donde se estableció la tienda de reunión después de Silo (2 Crónicas 1:3).  En la época del reinado de Saúl, la aplicación del tratado ya estaba bien establecida, que cuando Saúl rompió el pacto matando a los gabaonitas probablemente para extender su territorio en Benjamín, Israel sufrió las consecuencias de una hambruna (2 Samuel 21).

### Versículo 17

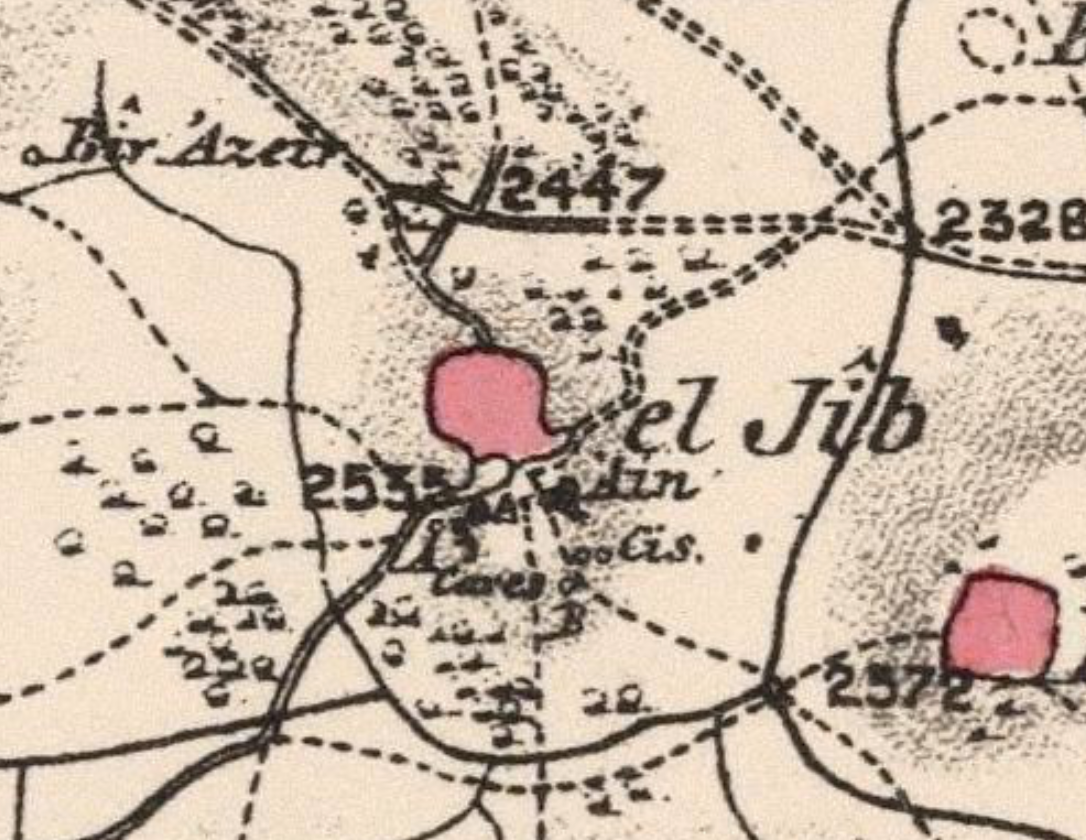
1880 mapa de Al Jib (antigua Gabaón)

.
Y el pueblo de Israel partió y llegó a sus ciudades al tercer día. Sus ciudades eran Gabaón, Quifira, Beerot y Quiriat-jearim. 
Este Versículo muestra que los «gabaonitas» viven en cuatro ciudades (una «tetrapolis»). Tres de las cuatro ciudades, sin Gabaón, aparecen en Esdras 2:25 y Nehemías 7:29.
- Gabaón: se identifica con «el-Jib», situada en la cuenca de un valle junto a la vertiente central, la más septentrional de las cuatro ciudades.[21]
- Cefira: se identifica con «Khirbat el-Kefireh», al oeste de Gabaón.[22]
- Beeroth: se identificaba con «el-Bireh»,[21][23] pero los estudiosos modernos creen que debe identificarse con Khirbet el-Burj, cerca de Beit Iksa, al sur de Gabaón.[24]
- Quiriat-Jearim: se identifica con «Deir el-“Azar (”Azhar)», al sur de Cefira, al oeste de Gabaón, por encima de la aldea de Abu Gosh.[22]

#### Comentarios a los versículos 3-27
El relato explica la razón por la que los habitantes de Gabaón quedaron asignados al servicio del culto en Israel como leñadores y aguadores. Era necesario justificar por qué estos hombres fueron respetados y no exterminados, dado el mandato explícito en el Deuteronomio de no hacer pactos con los habitantes de Canaán y destruirlos completamente para evitar que indujeran a Israel a la idolatría (Dt 7,1-2; 20,16-18). Gabaón, situada en la región montañosa central de Canaán, era una de estas ciudades. El autor narra cómo los gabaonitas, mediante un astuto engaño, lograron salvar sus vidas al establecer un pacto de paz con los israelitas. En su discurso ante Josué, justificaron su petición confesando el poder del Señor, Dios de Israel, y los prodigios que realizó en favor de su pueblo (Jos 9,9-10). Aunque los israelitas descubrieron el engaño, no rompieron el acuerdo porque consideraron que la fidelidad implica respetar los compromisos adquiridos. Este episodio deja una lección importante: la fidelidad a las alianzas es fundamental tanto con Dios como con los hombres. Los antepasados de Israel mantuvieron esta fidelidad y recibieron la tierra prometida. Sin embargo, el incumplimiento de la Alianza será, siglos después, la causa de su expulsión de esa tierra, mostrando que la obediencia a Dios es indispensable para permanecer bajo su favor.